# Cimitero monumentale suburbano di Reggio Emilia
Il cimitero monumentale suburbano di Reggio Emilia è il principale luogo di sepoltura della città emiliana.

## Storia
La facciata del cimitero (1932-35) si deve ad un progetto dell'architetto del Comune di Reggio Emilia Prospero Sorgato, con affreschi e un mosaico di Anselmo Govi.
Fra gli scultori che hanno fornito opere al complesso o alle singole tombe si ricordano: Giulio Monteverde (1837-1917), Paolo Aleotti (1813-1886), Ilario Bedotti (1834-1897), Riccardo Secchi (1871-1938), Guglielmo Fornaciari (1859-1930), Ferruccio Orlandini, Tonino Grassi e Galileo Scorticati.
L'area del Cimitero Suburbano oggi ha un'estensione di 48.000 mq circa, comprendenti il Fronte monumentale, il Quadriportico del Marchelli, i Colombari e ventotto Riquadri, dei quali otto sono nel Primo Camposanto e venti nelle nuove aree che circondano il primo impianto a nord, sud ed est.
Al piazzale d'ingresso, posto sul lato ovest delimitato dal Torrente Crostolo, si accede dal viale del Cimitero, che si collega alla città tramite via Beretti. Oltre all'ingresso principale esiste un ingresso secondario che si apre sul vecchio ponte di San Claudio, oggi percorribile solo a piedi o in bicicletta. Esternamente all'area cimiteriale recintata, a ridosso del muro esterno dei Colombari, sul lato est con accesso da via Cecati, sorge un terzo piccolo campo degli acattolici, detto "degli Svizzeri". Il Cimitero Suburbano è chiamato anche Cimitero di San Pellegrino o di San Claudio, nacque il 7 settembre 1808, in seguito all'editto di Saint Cloud del giugno 1804 che proibiva le sepolture nelle chiese e dentro le mura della città per ragioni igieniche.
Fu progettato dall'architetto del Comune Domenico Marchelli (1763-1832) sul terreno del possidente Giuseppe Fontanesi.
Per mancanza di denaro, le mura di recinzione e la cappella non vennero innalzate.
Per un anno ci si servì del vecchio e piccolo cimitero poco distante, che era servito per i sacerdoti al tempo della peste del 1638. Solo il 22 novembre 1809, dopo la benedizione del Vescovo, il cimitero suburbano iniziò la sua storia. Lo stile del cimitero è neoclassico. In tale recinto possiamo trovare due archi che furono costruiti nel 1809 assieme al muro di cinta per essere il modello per gli archi successivi. Il primo a destra d'ingresso appartiene al Comune e servì di sepoltura per gli Uomini Benemeriti che avevano lavorato per la comunità, tra questi Filippo Re e Giuseppe Lamberti segretario di Mazzini ed altri famosi.
Tuttavia per altri 14 anni dalla costruzione del cimitero, non tutti gli archi erano stati costruiti. La Cappella, sempre in stile neoclassico di Marchelli, fu edificata e inaugurata nel 1818 e dedicata a San Crisanto e Santa Daria.
Più tardi verso il 1923 il cimitero dovette essere allargato, con l'acquisto di nuove aree a sud est a nord est per la costruzione dei colombari su progetto dell'architetto del Comune Prospero Sorgato (1891 - 1959) che ne curò anche la nuova facciata con affreschi e un mosaico del pittore Anselmo Govi. L'inaugurazione avvenne il 30 ottobre 1934.

## Tombe Monumentali, Famedio
- Nell'arco n, 4, in una tomba più recente (1932 dello scultore Riccardo Secchi) si trova il famedio del cimitero monumentale di Reggio Emilia dove sono sepolti:
- Giovanni Grilenzoni (1796 – 1868), patriota
- Pietro Manodori (1817 - 1877), politico e banchiere
- Achille Peri (1812 - 1880), compositore e direttore d'orchestra
- Gaetano Chierici ( 1819 – 1886), paleontologo e presbitero
- Nicomede Bianchi (1818 - 1886), politico
- Prospero Viani (1812 - 1892), accademico della Crusca, biografo, primo curatore dell'epistolario di Giacomo Leopardi
- Gustavo Cipriani (1847 - 1914), imprenditore e politico
- Luigi Roversi (1858 - 1917), politico
- Gaetano Chierici (1838 - 1920) pittore
- Amos Maramotti (1902 - 1921), attivista
- Antonio Piccinini (1884 - 1924), politico e sindacalista
- Cirillo Manicardi (1856 - 1925), pittore
- Camillo Prampolini (1859 - 1930), politico
- Giuseppe Menada (1858 - 1931), dirigente d'azienda
- Alberto Borciani (1857 - 1931), politico, giurista, avvocato, primo sindaco socialista di Reggio Emilia
- Sante Vincenzi (1895 - 1945), partigiano, meccanico e decorato della medaglia d'oro al valor militare alla memoria
- Maria Melato (1885 - 1950), attrice teatrale e cinematografica
- Ettore Giuria (1865 - 1950), militare e politico
- Giovanni Crocioni (1870 - 1954), filosofo, filologo e pedagogista
- Cesare Campioli (1902 - 1971), sindaco di Reggio Emilia
- Felice Romano (1894 - 1971), calciatore e allenatore di calcio
- Guido Duo (1907 - 1979), calciatore e allenatore di calcio
- Romolo Valli (1925 - 1980), attore cinematografico
- Valdo Magnani (1912 - 1982), politico
- Pietro Reverberi (1912 - 1985), arbitro di pallacanestro
- Athos Panciroli (1919 - 1987), calciatore
- Ferruccio Tagliavini (1913 - 1995), tenore e attore
- Alberto Manfredi (1930 - 2001), pittore e incisore
- Glauco Monducci (1923 - 2007), partigiano, direttore d'azienda e decorato della medaglia d'argento al valor militare
- Enea Manfredini (1916 - 2008), architetto
- Ermanno Dossetti (1915 - 2008), antifascista, partigiano, politico
- Renzo Bonazzi (1925 - 2010), politico
- Gino Vasirani (1921 - 2010), calciatore
- Ugo Bellocchi (1920 - 2011), storico, giornalista e bibliotecario
- Dino Felisetti (1919 - 2021), avvocato e politico

- Sepolcro dei martiri del 7 luglio. Vi sono tumulati i cinque operai comunisti, uccisi negli scontri con le forze dell'ordine durante i fatti di Reggio Emilia del 7 luglio 1960: Lauro Farioli, Ovidio Franchi, Emilio Reverberi, Marino Serri e Afro Tondelli.

## Galleria d'immagini

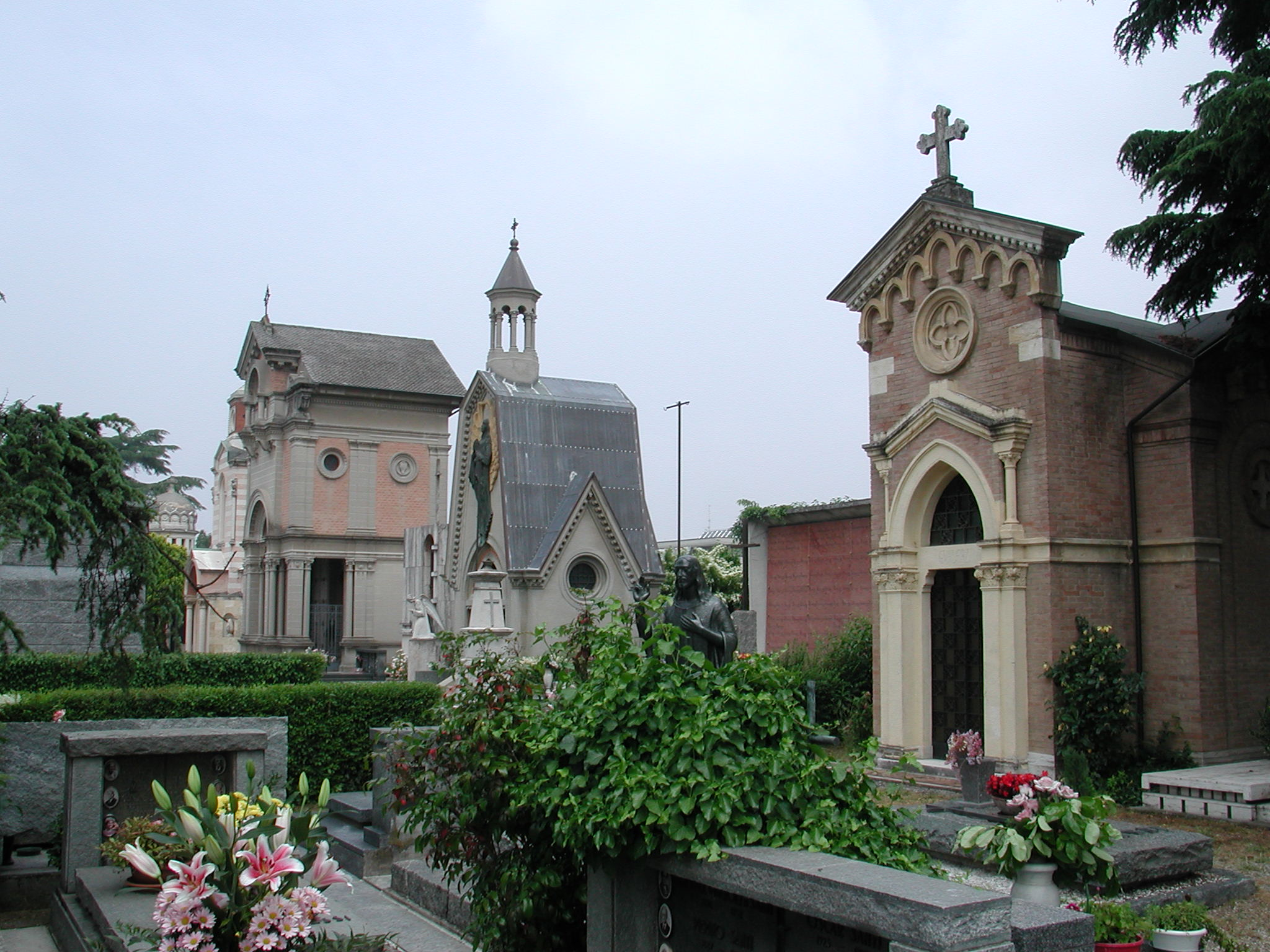
Monumenti funerari
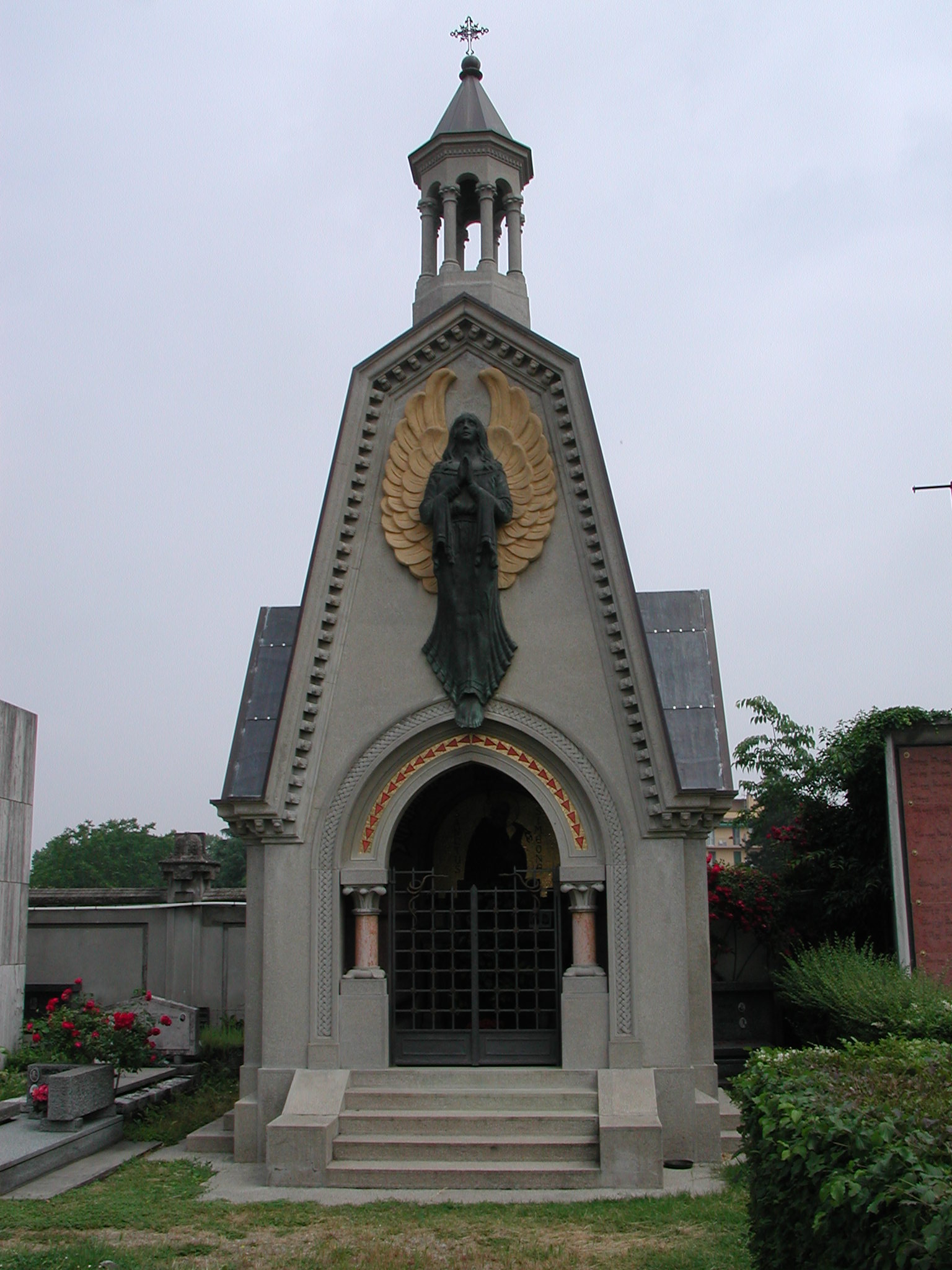
Cappella famiglia Zatelli